# Jüdische Elementarschule
Jüdische Elementarschule bezeichnet eine besondere Form von Konfessionsschulen, nämlich die Elementarschulen der jüdischen Gemeinden im 19. Jahrhundert.
Zur Situation in Baden siehe Jüdische Elementarschule (Baden).
Jüdische Elementarschule hießen:
- Jüdische Elementarschule (Abterode) in Abterode, Hessen – siehe Jüdische Gemeinde Abterode
- Jüdische Elementarschule (Altdorf) in Altdorf, Baden-Württemberg
- Jüdische Elementarschule (Altenmuhr) in Altenmuhr, Bayern – siehe Jüdische Gemeinde Altenmuhr
- Jüdische Elementarschule (Bad Homburg) in Bad Homburg vor der Höhe, Hessen – siehe Geschichte der Stadt Bad Homburg vor der Höhe
- Jüdische Elementarschule (Berwangen) in Berwangen, Baden-Württemberg
- Jüdische Elementarschule (Billigheim) in Billigheim, Baden-Württemberg
- Jüdische Elementarschule (Borken) Borken, Hessen
- Jüdische Elementarschule (Breisach am Rhein) in Breisach am Rhein, Baden-Württemberg
- Jüdische Elementarschule (Bremke) in Bremke, Niedersachsen
- Jüdische Elementarschule (Bretten) in Bretten, Baden-Württemberg
- Jüdische Elementarschule (Bruchsal) in Bruchsal, Baden-Württemberg
- Jüdische Elementarschule Buchen (Odenwald) in Buchen, Baden-Württemberg
- Jüdische Elementarschule Bühl (Baden) in Bühl, Baden-Württemberg
- Jüdische Elementarschule (Bunde) in Bunde, Niedersachsen – siehe Jüdische Gemeinde Bunde
- Jüdische Elementarschule (Dettensee) in Dettensee, Baden – siehe Jüdische Gemeinde Dettensee
- Jüdische Elementarschule (Diersburg) in Diersburg, Baden-Württemberg
- Jüdische Elementarschule (Ederheim) in Ederheim, Bayern
- Jüdische Elementarschule (Eichstetten am Kaiserstuhl) in Eichstetten am Kaiserstuhl, Baden-Württemberg
- Jüdische Elementarschule (Eichtersheim) in Eichtersheim, Baden-Württemberg
- Jüdische Elementarschule (Emmendingen) in Emmendingen, Baden-Württemberg
- Jüdische Elementarschule (Eppingen) in Eppingen, Baden-Württemberg
- Jüdische Elementarschule (Erdmannrode) in Erdmannrode, Hessen
- Jüdische Elementarschule (Eschwege) in Eschwege, Hessen
- Jüdische Elementarschule (Fellheim) in Fellheim, Bayern
- Jüdische Elementarschule (Fischach) in Fischach, Bayern
- Jüdische Elementarschule (Flehingen) in Flehingen, Baden-Württemberg
- Jüdische Elementarschule (Frankenau) Frankenau, Hessen – siehe Jüdische Gemeinde Frankenau
- Jüdische Elementarschule (Frankershausen) in Frankershausen, Hessen
- Jüdische Elementarschule (Fritzlar) in Fritzlar, Hessen – siehe Jüdische Gemeinde Fritzlar
- Jüdische Elementarschule (Gailingen am Hochrhein) in Gailingen am Hochrhein, Baden-Württemberg
- Jüdische Elementarschule (Gemmingen) in Gemmingen, Baden-Württemberg
- Jüdische Elementarschule (Grebenau) in Grebenau, Hessen – siehe Jüdische Gemeinde Grebenau
- Jüdische Elementarschule (Haigerloch) in Haigerloch, Württemberg – siehe Jüdische Gemeinde Haigerloch
- Jüdische Elementarschule Hainstadt (Buchen) in Hainstadt, Baden-Württemberg
- Jüdische Elementarschule (Hamm) in Hamm, Westfalen – siehe Geschichte der Juden in Hamm
- Jüdische Elementarschule (Hemsbach) in Hemsbach, Baden
- Jüdische Elementarschule (Herleshausen) in Herleshausen, Hessen
- Jüdische Elementarschule (Hirschaid) in Hirschaid, Bayern
- Jüdische Elementarschule (Höringhausen) in Höringhausen, Hessen – siehe Jüdische Gemeinde Höringhausen
- Jüdische Elementarschule (Jemgum) in Jemgum, Niedersachsen – siehe Jüdische Gemeinde Jemgum
- Jüdische Elementarschule (Königsbach) in Königsbach, Baden
- Jüdische Elementarschule (Lichenroth) in Lichenroth, Hessen – siehe Jüdische Gemeinde Lichenroth
- Jüdische Elementarschule (Michelfeld) in Michelfeld (Angelbachtal), Baden – siehe Jüdische Gemeinde Michelfeld
- Jüdische Elementarschule (Münster) in Münster, Westfalen
- Jüdische Elementarschule (Neukirchen) in Neukirchen (Knüll), Hessen – siehe Jüdische Gemeinde Neukirchen (Knüll)
- Jüdische Elementarschule (Niedenstein) in Niedenstein, Hessen – siehe Jüdische Gemeinde Niedenstein
- Jüdische Elementarschule (Nordstetten) in Nordstetten, Württemberg – siehe Jüdische Gemeinde Nordstetten
- Jüdische Elementarschule (Ober-Seemen) in Ober-Seemen, Hessen – siehe Jüdische Gemeinde Ober-Seemen
- Jüdische Elementarschule (Olnhausen) in Olnhausen, Württemberg – siehe Jüdische Gemeinde Olnhausen
- Jüdische Elementarschule (Rust) in Rust, Baden – siehe Jüdische Gemeinde Rust
- Jüdische Elementarschule (Vöhl) in Vöhl im nordhessischen Landkreis Waldeck-Frankenberg in Hessen
- Jüdische Elementarschule (Ziegenhain) in Ziegenhain (Schwalmstadt), Hessen – siehe Jüdische Gemeinde Ziegenhain